# Minjajliwka
Minjajliwka (ukrainisch Міняйлівка; russisch Меняйловка Menjailowka, rumänisch Manja) ist ein Dorf im Süden der ukrainischen Oblast Odessa mit etwa 1600 Einwohnern (2001).
Das 1860 im Budschak gegründete Dorf liegt auf einer Höhe von 41 m an der Mündung des 27 km langen Kiptschak (Кіпчак) in die Sarata, einem 120 km langen Zufluss zum Sassyksee. Minjajliwka befindet sich an der Grenze zur Republik Moldau, 47 km nördlich vom ehemaligen Rajonzentrum Sarata und 110 km westlich vom Oblastzentrum Odessa.
Im Oktober 2018 wurde das Dorf auf Grund eines Ausbruchs von Anthrax in der Bevölkerung vorübergehend unter Quarantäne gestellt.
Am 12. Juni 2020 wurde das Dorf ein Teil der Landgemeinde Petropawliwka; bis dahin bildete es zusammen mit dem Dorf Furatiwka (Фуратівка, rumänisch Aneşti, deutsch Annowka) die Landratsgemeinde Minjajliwka (Міняйлівська сільська рада/Minjajliwska silska rada) im Norden des Rajons Sarata.
Seit dem 17. Juli 2020 ist sie ein Teil des Rajons Bilhorod-Dnistrowskyj.